# Seznam dílů seriálu Spidey a jeho úžasní přátelé
Toto je seznam dílů seriálu Spidey a jeho úžasní přátelé.

## Přehled řad
| Řada | Díly          | Premiéra v USA | Premiéra v USA     | Premiéra v ČR (ČT :D) | Premiéra v ČR (ČT :D) | Premiéra v ČR (Disney Channel) | Premiéra v ČR (Disney Channel) |
| Řada | Díly          | První díl      | Poslední díl       | První díl             | Poslední díl          | První díl                      | Poslední díl                   |
| ---- | ------------- | -------------- | ------------------ | --------------------- | --------------------- | ------------------------------ | ------------------------------ |
| 1    | 25            | 6. srpna 2021  | 8. července 2022   | 20. května 2023       | 13. června 2023       | 5. června 2023                 | 7. července 2023               |
| 2    | 29            | 19. srpna 2022 | 10. listopadu 2023 | bude oznámeno         | bude oznámeno         | 8. dubna 2024                  | 16. května 2024                |
| 3    | bude oznámeno | 8. ledna 2024  | bude oznámeno      | bude oznámeno         | bude oznámeno         | bude oznámeno                  | bude oznámeno                  |
| 4    | 25            | bude oznámeno  | bude oznámeno      | bude oznámeno         | bude oznámeno         | bude oznámeno                  | bude oznámeno                  |

## Seznam dílů

### První řada (2021–⁠2022)
| Č. v seriálu | Č. v řadě | Původní název                                      | Český název                                       | Režie         | Scénář        | Premiéra v USA     | Premiéra v ČR    | Prod. kód |
| ------------ | --------- | -------------------------------------------------- | ------------------------------------------------- | ------------- | ------------- | ------------------ | ---------------- | --------- |
| 1            | 12        | Spidey to the Power of ThreePanther Patience       | Síla týmu SpideyPanterská trpělivost              | bude oznámeno | bude oznámeno | 6. srpna 2021      | 5. června 2023   | 101       |
| 2            | 34        | Superhero HiccupsLost and Found                    | Superhrdinská škytavkaZtracený batoh              | bude oznámeno | bude oznámeno | 6. srpna 2021      | 6. června 2023   | 102       |
| 3            | 56        | Doc Ock's Super OctopusAttack of the Green Giggles | Super chobotnice doktorky OckChechtací plyn útočí | bude oznámeno | bude oznámeno | 13. srpna 2021     | 7. června 2023   | 103       |
| 4            | 78        | Bug in the SystemTest Your Super Strength          | Vetřelec v PavučárněVyzkoušej svou supersílu      | bude oznámeno | bude oznámeno | 20. srpna 2021     | 8. června 2023   | 106       |
| 5            | 910       | Pecking Prankster PigeonsGreen Thumb               | Holubí padoušiZelená bouřka                       | bude oznámeno | bude oznámeno | 27. srpna 2021     | 12. června 2023  | 108       |
| 6            | 1112      | Mother's Day MayhemNot-So-Fun House                | Splašený den matekZábavný dům                     | bude oznámeno | bude oznámeno | 3. září 2021       | 13. června 2023  | 104       |
| 7            | 1314      | Camping ConundrumThe Great Green Crime Spree       | Stará přehradaZelené loupení                      | bude oznámeno | bude oznámeno | 10. září 2021      | 14. června 2023  | 109       |
| 8            | 1516      | Rocket Rhino!Trick or TRACE-E                      | Létající Rhino!Halloweenská honička               | bude oznámeno | bude oznámeno | 1. října 2021      | 9. června 2023   | 105       |
| 9            | 1718      | Gob-zillaSpeedy Spidey Delivery                    | Gob-zillaHonička za dortem                        | bude oznámeno | bude oznámeno | 8. října 2021      | 19. června 2023  | 111       |
| 10           | 1819      | Good Guy GobbySpider Monkey                        | Hodný GobbyChápan                                 | bude oznámeno | bude oznámeno | 22. října 2021     | 20. června 2023  | 110       |
| 11           | 2021      | CAT-astropheSwing With a Stomp                     | Kočičí katastrofaHudební hypnóza                  | bude oznámeno | bude oznámeno | 12. listopadu 2021 | 16. června 2023  |           |
| 12           | 2223      | A Very Spidey ChristmasGobby on Ice                | Pavoučí VánoceGobby na ledu                       | bude oznámeno | bude oznámeno | 27. listopadu 2021 | 15. června 2023  | 113       |
| 13           | 2425      | Going GreenComing Clean                            | Stromy v parkuČistící sliz                        | bude oznámeno | bude oznámeno | 3. prosince 2021   | 21. června 2023  | 115       |
| 14           | 2627      | Web Beard's TreasureWashed Away                    | Poklad Pavo-vousePotopa                           | bude oznámeno | bude oznámeno | 10. prosince 2021  | 22. června 2023  | 116       |
| 15           | 2829      | Spin Rushes InBridge Bandit                        | Spin přispěchá na pomocPadouši na mostě           | bude oznámeno | bude oznámeno | 7. ledna 2022      | 23. června 2023  | 117       |
| 16           | 3031      | Art Attack!Puppy Pandemonium                       | Umění útočíŠtěněcí povyk!                         | bude oznámeno | bude oznámeno | 28. ledna 2022     | 26. června 2023  | 118       |
| 17           | 3233      | Goblin IslandDoc Ock and the Shocktobots           | Střetí ostrovDoktorka Ock a Šoktoboti             | bude oznámeno | bude oznámeno | 18. února 2022     | 27. června 2023  |           |
| 18           | 3435      | Peter's Pendant PredicamentTWIST-E                 | Peterův přívěsekTóča                              | bude oznámeno | bude oznámeno | 25. února 2022     | 29. června 2023  |           |
| 19           | 3637      | Itsy-Bitsy SpidersGobby's Rotten Pumpkin Hunt      | Malí pavoučciGobblin schovává smradlavé dýně      | bude oznámeno | bude oznámeno | 11. března 2022    | 28. června 2023  | 119       |
| 20           | 3839      | The WozzlesnookSuperhero Switcheroo                | ZelenáčVyměňovač                                  | bude oznámeno | bude oznámeno | 18. března 2022    | 3. července 2023 | 120       |
| 21           | 4041      | Aunt May's MessFoam Sweet Foam                     | Nepořádek tety MayPěna všude                      | bude oznámeno | bude oznámeno | 25. března 2022    | 4. července 2023 | 121       |
| 22           | 4243      | Freeze! It's Team SpideyA Sticky Situation         | Stát! Je tu tým SpideyLepkavá pavučina            | bude oznámeno | bude oznámeno | 15. dubna 2022     | 6. července 2023 | 122       |
| 23           | 4445      | RhinoctopusA Pumpkin Problem                       | ChapadlorožecDýňový problém                       | bude oznámeno | bude oznámeno | 6. května 2022     | 30. června 2023  | 123       |
| 24           | 4647      | Catch and ReleaseConstruction Destruction          | Chytit a pustitZkáza na stavbě                    | bude oznámeno | bude oznámeno | 17. června 2022    | 5. července 2023 | 114       |
| 25           | 4849      | Parade PanicThe Case of the Burgling Book Bandit   | Panika na průvoduPadouch nalezený v knihovně      | bude oznámeno | bude oznámeno | 8. července 2022   | 7. července 2023 | 125       |

### Druhá řada: Glow Webs Glow/Web-Spinners (2022-2023)
| Č. v seriálu | Č. v řadě | Původní název                                                 | Český název                                                | Režie         | Scénář        | Premiéra v USA     | Premiéra v ČR   | Prod. kód |
| ------------ | --------- | ------------------------------------------------------------- | ---------------------------------------------------------- | ------------- | ------------- | ------------------ | --------------- | --------- |
| 26           | 12        | Electro's Gotta GlowBlack Cat Chaos                           | Elektro musí svítitBlack Cat dělá neplechu                 | bude oznámeno | bude oznámeno | 19. srpna 2022     | 8. dubna 2024   | 201       |
| 27           | 34        | Lights Out!Sandman Won't Share!                               | Zhasnout!Sandman je lakomec!                               | bude oznámeno | bude oznámeno | 26. srpna 2022     | 9. dubna 2024   | 202       |
| 28           | 56        | Bootsie's Day OutTrouble at Tony's                            | Holinka na procházcePotíže u Tonyho                        | bude oznámeno | bude oznámeno | 2. září 2022       | 10. dubna 2024  | 203       |
| 29           | 78        | Sonic Boom BoomMini Golf Goof                                 | HlukátorSliz a minigolf                                    | bude oznámeno | bude oznámeno | 16. září 2022      | 11. dubna 2024  | 204       |
| 30           | 910       | Li'l HulkSurprise Party Surprise                              | Malý HulkNarozeninové překvapení                           | bude oznámeno | bude oznámeno | 30. září 2022      | 12. dubna 2024  | 205       |
| 31           | 1112      | Can't Stop DancingThe Ant Thief                               | Tanec nezastavíšMravenčí zloděj                            | bude oznámeno | bude oznámeno | 14. října 2022     | 15. dubna 2024  | 206       |
| 32           | 1314      | Sand TrappedToo Much Fun                                      | Uvězněni v pískuPříliš mnoho zábavy                        | bude oznámeno | bude oznámeno | 21. října 2022     | 16. dubna 2024  | 207       |
| 33           | 1516      | Halted HolidayMerry Spidey Christmas                          | Přerušené svátkyVeselé pavoučí Vánoce                      | bude oznámeno | bude oznámeno | 11. listopadu 2022 | 17. dubna 2024  | 208       |
| 34           | 1718      | An Egg-Cellent AdventureThe Hangout Headache                  | Honba za vejcemHulk je příliš velký                        | bude oznámeno | bude oznámeno | 9. prosince 2022   | 18. dubna 2024  | 209       |
| 35           | 1920      | Follow That Sea Monster!It's Bad to be Gooed                  | Sleduj tu mořskou příšeru!Otravný sliz všude               | bude oznámeno | bude oznámeno | 16. prosince 2022  | 19. dubna 2024  | 210       |
| 36           | 2122      | Liberty on the LooseGreen Goblin's Dino Disaster              | Svoboda na útěkuDinosauří pohroma Green Goblina            | bude oznámeno | bude oznámeno | 6. ledna 2023      | 22. dubna 2024  | 211       |
| 37           | 2324      | Spidey Tidies UpOh No, Tomatoes!                              | Spidey uklízíAle ne, rajčata!                              | bude oznámeno | bude oznámeno | 27. ledna 2023     | 23. dubna 2024  | 212       |
| 38           | 2526      | Clean PowerDoc Ock & The Rocktobots                           | Čistá energieDoktorka Ock a Rocktoboti                     | bude oznámeno | bude oznámeno | 10. února 2023     | 24. dubna 2024  | 213       |
| 39           | 2728      | Pirate Plunder BlunderBad Bot                                 | Pirátské drajcováníZlý robot                               | bude oznámeno | bude oznámeno | 24. února 2023     | 25. dubna 2024  | 214       |
| 40           | 2930      | Spin Saves the DayWater Woes                                  | Spin nás zachráníTrápení s vodou                           | bude oznámeno | bude oznámeno | 17. března 2023    | 29. dubna 2024  | 216       |
| 41           | 3132      | Tunnel TroubleMystery on Goblin Island                        | Potíže v tuneluZáhada na Skřetím ostrově                   | bude oznámeno | bude oznámeno | 24. března 2023    | 2. května 2024  | 219       |
| 42           | 3334      | The Maltese KittenA Day With Black Panther                    | Maltezské kotěDen s Black Panterem                         | bude oznámeno | bude oznámeno | 14. dubna 2023     | 30. dubna 2024  | 217       |
| 43           | 3536      | The New Villain in TownSpidey Cat                             | Nový padouch ve městěPavoučí kočka                         | bude oznámeno | bude oznámeno | 28. dubna 2023     | 1. května 2024  | 218       |
| 44           | 3738      | A Syrupy SolutionLittle Ant, Big Problem                      | Lepkavý sirupMalý mravenec, velký problém                  | bude oznámeno | bude oznámeno | 12. května 2023    | 3. května 2024  | 220       |
| 45           | 3940      | Ock TowerOutsmarted by Art                                    | OcktověžPřelstěn uměním                                    | bude oznámeno | bude oznámeno | 26. května 2023    | 6. května 2024  | 221       |
| 46           | 4142      | Super ScooterThe Lost Web Shooter                             | Super skútrZtracený pavučinomet                            | bude oznámeno | bude oznámeno | 9. června 2023     | 7. května 2024  | 222       |
| 47           | 4344      | Catnap CaperBunny Bonanza                                     | Šlofík bez plyšákaVšude králíčci                           | bude oznámeno | bude oznámeno | 7. července 2023   | 8. května 2024  | 223       |
| 48           | 4546      | Dino-RamaDaytime at Nighttime                                 | DinosauřiDen v noci                                        | bude oznámeno | bude oznámeno | 11. srpna 2023     | 9. května 2024  | 224       |
| 49           | 4748      | Stolen WEB-QuartersSpideys in Space!                          | Ukradená pavučárnaPavouci ve vesmíru!                      | bude oznámeno | bude oznámeno | 18. srpna 2023     | 10. května 2024 | 225       |
| 50           | 4950      | Hide & SeekWhale of a Time                                    | Hra na schovkuObří velryba                                 | bude oznámeno | bude oznámeno | 25. srpna 2023     | 13. května 2024 | 226       |
| 51           | 5152      | Rollin RhinoThe Octopus and the Kitty Cat                     | Rhino na bruslíchChobotnice a kočička                      | bude oznámeno | bude oznámeno | 1. září 2023       | 14. května 2024 | 227       |
| 52           | 5354      | Go With the Lava FlowAn UnBEElievable Rosh Hashanah           | Teče lávaNeuvěřitelný Rosh Hashanah                        | bude oznámeno | bude oznámeno | 15. září 2023      | 16. května 2024 | 229       |
| 53           | 5556      | Bootsie's Haunted AdventureToo Many Tricks, Not Enough Treats | Holinka na strašidelném dobrodružstvíGobby krade sladkosti | bude oznámeno | bude oznámeno | 29. září 2023      | 26. dubna 2024  | 215       |
| 54           | 5758      | How to Train Your DoggyDome Alone                             | bude oznámeno                                              | bude oznámeno | bude oznámeno | 10. listopadu 2023 | 15. května 2024 | 228       |

### Třetí řada: Web-Spinners (2024)
| Č. v seriálu | Č. v řadě | Původní název                                                        | Český název   | Režie         | Scénář        | Premiéra v USA  | Premiéra v ČR | Prod. kód |
| ------------ | --------- | -------------------------------------------------------------------- | ------------- | ------------- | ------------- | --------------- | ------------- | --------- |
| 55           | 12        | The Friendly NeighborhoodFlight of the Butterflies                   | bude oznámeno | bude oznámeno | bude oznámeno | 8. ledna 2024   | bude oznámeno | 301       |
| 56           | 34        | Ock’s Obey RayLemur At Large                                         | bude oznámeno | bude oznámeno | bude oznámeno | 9. ledna 2024   | bude oznámeno | 302       |
| 57           | 56        | Tree TroubleStuck In Space                                           | bude oznámeno | bude oznámeno | bude oznámeno | 10. ledna 2024  | bude oznámeno | 303       |
| 58           | 78        | Antarctic AdventureLet It Snowball, Let It Snowball, Let It Snowball | bude oznámeno | bude oznámeno | bude oznámeno | 11. ledna 2024  | bude oznámeno | 304       |
| 59           | 910       | Bubble TroubleRainy River Run                                        | bude oznámeno | bude oznámeno | bude oznámeno | 12. ledna 2024  | bude oznámeno | 305       |
| 60           | 1112      | The Rhino and the GooseDog vs Cat                                    | bude oznámeno | bude oznámeno | bude oznámeno | 19. ledna 2024  | bude oznámeno | 306       |
| 61           | 1314      | Journey Through ZolaVillaintines Day                                 | bude oznámeno | bude oznámeno | bude oznámeno | 26. ledna 2024  | bude oznámeno | 307       |
| 62           | 1516      | Now You See Me, Now You Don'tMeet Squirrel Girl                      | bude oznámeno | bude oznámeno | bude oznámeno | 16. února 2024  | bude oznámeno | 308       |
| 63           | 1718      | Car-TastropheSandman and the Tortoise                                | bude oznámeno | bude oznámeno | bude oznámeno | 23. února 2024  | bude oznámeno | 309       |
| 64           | 1920      | Tiny Car CaperToothy Fairy Tricks                                    | bude oznámeno | bude oznámeno | bude oznámeno | 15. března 2024 | bude oznámeno | 310       |
| 65           | 2122      | Picture Perfect PandemoniumCatch That Panther Pod                    | bude oznámeno | bude oznámeno | bude oznámeno | 12. dubna 2024  | bude oznámeno | 311       |
| 66           | 2324      | Iron ZolaAunt May's Birthday Blowout                                 | bude oznámeno | bude oznámeno | bude oznámeno | 26. dubna 2024  | bude oznámeno | 312       |
| 67           | 2526      | Freeze, It's Dock Ock!Go, Go, Jeff                                   | bude oznámeno | bude oznámeno | bude oznámeno | 10. května 2024 | bude oznámeno | 313       |

## Kraťasy

### První řada (2021)
| Č. | Původní název     | Český název   | Premiéra v USA    | Premiéra v ČR |
| -- | ----------------- | ------------- | ----------------- | ------------- |
| 1  | WEB-STER          | bude oznámeno | 21. června 2021   | bude oznámeno |
| 2  | S.O.S. Kitty      | bude oznámeno | 21. června 2021   | bude oznámeno |
| 3  | Spidey Mystery    | bude oznámeno | 22. června 2021   | bude oznámeno |
| 4  | A Helping Hulk    | bude oznámeno | 23. června 2021   | bude oznámeno |
| 5  | Spidey Surprise   | bude oznámeno | 24. června 2021   | bude oznámeno |
| 6  | Rock-a-Bye Rhino  | bude oznámeno | 25. června 2021   | bude oznámeno |
| 7  | Stop Doc Ock      | bude oznámeno | 26. června 2021   | bude oznámeno |
| 8  | The Spidey Team   | bude oznámeno | 27. června 2021   | bude oznámeno |
| 9  | Monkeying Around  | bude oznámeno | 28. června 2021   | bude oznámeno |
| 10 | Power Practice    | bude oznámeno | 5. července 2021  | bude oznámeno |
| 11 | Road Raging Rhino | bude oznámeno | 12. července 2021 | bude oznámeno |

### Druhá řada (2022)
| Č. | Původní název                       | Český název   | Premiéra v USA    | Premiéra v ČR |
| -- | ----------------------------------- | ------------- | ----------------- | ------------- |
| 1  | Spidey Team Transport to the Rescue | bude oznámeno | 18. července 2022 | bude oznámeno |
| 2  | Iron Man Lends a Hand               | bude oznámeno | 18. července 2022 | bude oznámeno |
| 3  | A Teeny Tiny Solution               | bude oznámeno | 19. července 2022 | bude oznámeno |
| 4  | A Dino Mite Friend                  | bude oznámeno | 19. července 2022 | bude oznámeno |
| 5  | Hulk's Hangout                      | bude oznámeno | 20. července 2022 | bude oznámeno |
| 6  | Red Light Green Light               | bude oznámeno | 20. července 2022 | bude oznámeno |
| 7  | Hi Felicia                          | bude oznámeno | 21. července 2022 | bude oznámeno |
| 8  | When Ghosty Met TWIRL-E             | bude oznámeno | 21. července 2022 | bude oznámeno |
| 9  | Practice Makes You Better           | bude oznámeno | 22. července 2022 | bude oznámeno |
| 10 | Webs Up                             | bude oznámeno | 23. července 2022 | bude oznámeno |

### Třetí řada (2023)
| Č. | Původní název                 | Český název   | Premiéra v USA     | Premiéra v ČR |
| -- | ----------------------------- | ------------- | ------------------ | ------------- |
| 1  | Tricks For You, Treats For Me | bude oznámeno | 29. září 2023      | bude oznámeno |
| 2  | The New WQ                    | bude oznámeno | 6. listopadu 2023  | bude oznámeno |
| 3  | Zola Song                     | bude oznámeno | 7. listopadu 2023  | bude oznámeno |
| 4  | Web-Spinner Suits             | bude oznámeno | 8. listopadu 2023  | bude oznámeno |
| 5  | Thing and Herbie              | bude oznámeno | 9. listopadu 2023  | bude oznámeno |
| 6  | Web-Spinner Song              | bude oznámeno | 10. listopadu 2023 | bude oznámeno |